# Український католицький союз
Український Католицький Союз (УКС) — суспільно-релігійна організація, заснована 1931 р. у Львові з ініціативи митрополита Андрея Шептицького з метою забезпечити релігії належне місце у прилюдному житті й підтримувати всебічний розвиток українського народу в християнському розумінні.
У політичних справах УКС підтримував УНДО.
З УКС співпрацювало видавництво «Мета»: тижневик «Мета», орган УКС (редактори: В. Кузьмович і М. Гнатишак) «Христос наша сила» (М. Гнатишак) та літературно-громадський місячник «Дзвони» (редактор — П. Ісаїв).
Діяльність УКС обмежила польська влада до території Львівської архиєпархії УГКЦ.
На кінці 1935 р. УКС мав 416 організаційних комітетів, 261 гурток і окружні ради в повітових осередках.
Перший голова — Володимир Децикевич, з 1932 р. — 3. Лукавецький. Члени-засновники: о. Михаїл Цегельський.
Друга світова війна припинила діяльність УКС.